# ルムダ川
ルムダ川（ルムダがわ、Lumda）は、ドイツ、ヘッセン州を流れる全長33.7kmのラーン川の支流。フォーゲルスベルク山地西斜面に湧出し、ロラーでラーン川に合流する。

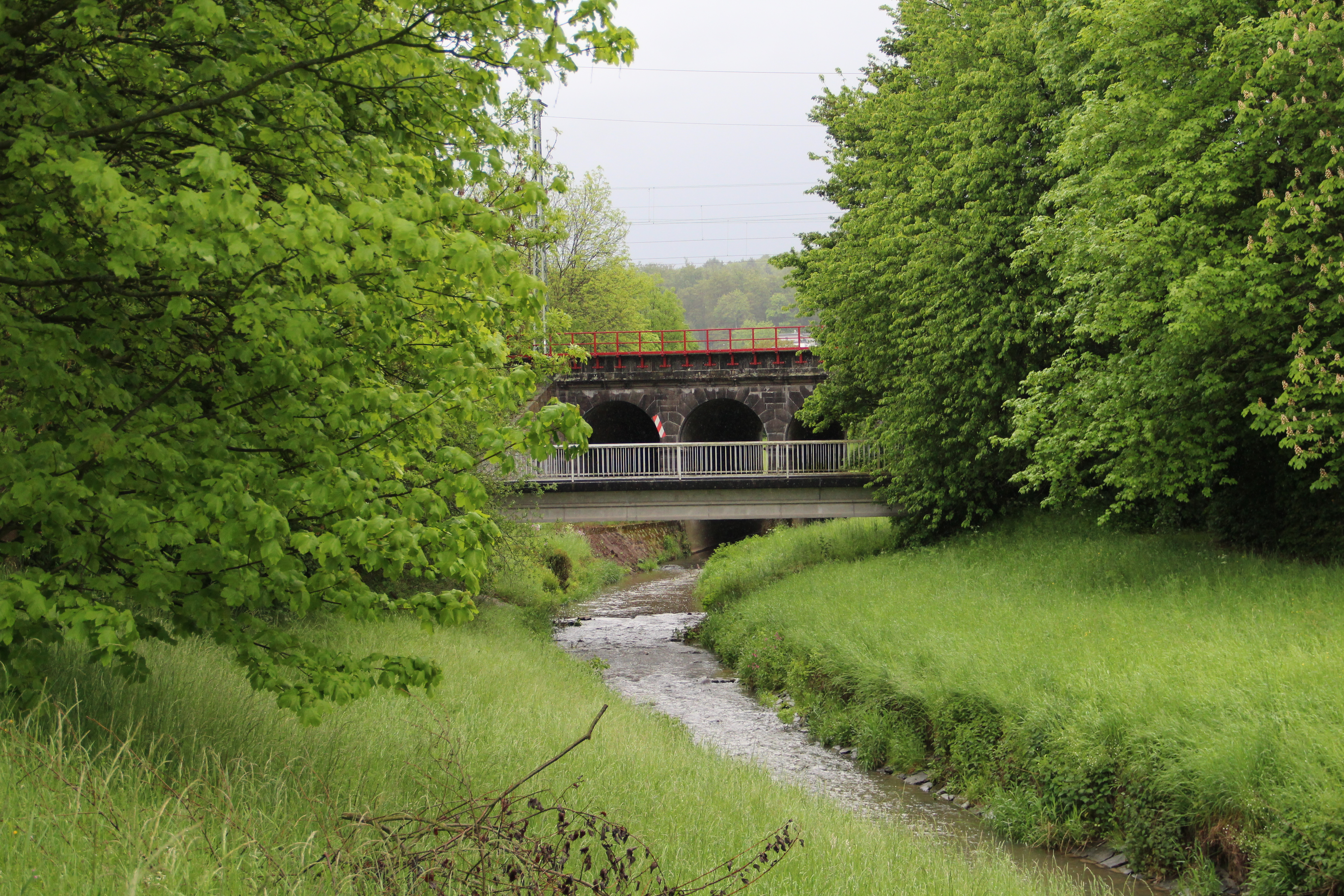
ルムダ川河口付近

ルムダ川は、自身の通り道としてルムダ渓谷を作り、グリューンベルクの一地区に「ルムダ」の名を与えた。また、同名の街を識別する名前として、この名が用いられることもある、たとえば、アレンドルフ (ルムダ)、トライス・アン・デア・ルムダ、オーデンハウゼン (ルムダ)といった具合である。古くからの方言での呼び名である「Lom」は、たとえばロラー（Lollar=Lomlar=ルムダ川沿いの牧草地）やロンドルフ（Londorf=ルムダ川沿いの街）といった街の名に残っている。
ルムダ川が流れるルムダ渓谷は、中部ヘッセン地方でもっとも魅力的な渓谷と言われる。
ルムダ川沿いの主な町には以下のものがある。
- ミュッケ (Mücke)
- グリューンベルク (Grünberg)
- ラーベナウ (Rabenau)
- アレンドルフ (ルムダ) (Allendorf (Lumda))
- シュタウフェンベルク (Staufenberg)
- ロラー (Lollar)